# Sonderwirtschaftszone Łódź
Die Sonderwirtschaftszone Łódź (polnisch Łódzka Specjalna Strefa Ekonomiczna, abgekürzt ŁSSE) ist eine Sonderwirtschaftszone in Polen. Sie befindet sich hauptsächlich auf dem Gebiet der Wojewodschaft Łódź und wird durch die Łódzka Specjalna Strefa Ekonomiczna S.A. verwaltet.
Gegründet wurde die Zone 1997 auf Grundlage des Gesetzes von 1994 über Sonderwirtschaftszonen und einer Verordnung des Ministerrates für die Zeit von 23 Jahren.
Sonderwirtschaftszonen sind von Vorzugsbedingungen geprägt und auf die Förderung der sozialwirtschaftlichen Entwicklung ausgerichtet. Jene in Łódź hat eine Größe von 1.339 Hektar mit wachsender Tendenz. Sie weist bisher Investitionsaufwendungen von 3,5 Mrd. Euro auf. Seit 1997 wurden hier rund 34.000 Arbeitsplätze geschaffen.
Die Gebiete, die zur ŁSSE gehören, liegen in 44 Orten (Unterzonen), die sich größtenteils in der Wojewodschaft Łódź, aber teilweise auch in den Wojewodschaften Masowien und Großpolen befindet. Die Zone umfasst in der Wojewodschaft Łódź folgende Ortschaften bzw. ihr Umland: Aleksandrów Łódzki, Bełchatów, Chociw, Kutno, Ksawerów, Łęczyca, Łódź, Ozorków, Piotrków Trybunalski, Radomsko, Rawa Mazowiecka, Sieradz, Sławno, Stryków, Tomaszów Mazowiecki, Tubądzin, Wieluń, Wolbórz, Zduńska Wola und Zgierz, in Masowien ist es Warschau, in Großpolen Nowe Skalmierzyce und Koło.
Unterstützt werden die Bereiche Produktion, Dienstleistung (mit Lagerung), Innovation, IT, Forschung und Entwicklung. Die größten Investoren sind Dell, BSH, Indesit, Gillette Poland International, Grupa Atlas und Ceramika Tubądzin.
Die Förderung in der Zone erfolgt für Investitionen und die Schaffung neuer Arbeitsplätze durch Steuerbefreiung. Die Förderhöhe kann dabei abhängig von der Unternehmensgröße bis zu 70 Prozent des Investitionsvolumens betragen und liegt damit europaweit am höchsten. Dabei muss eine Investition aber ein Mindestvolumen von 100.000 Euro haben und die Tätigkeit auf mindestens fünf Jahre ausgelegt sein.

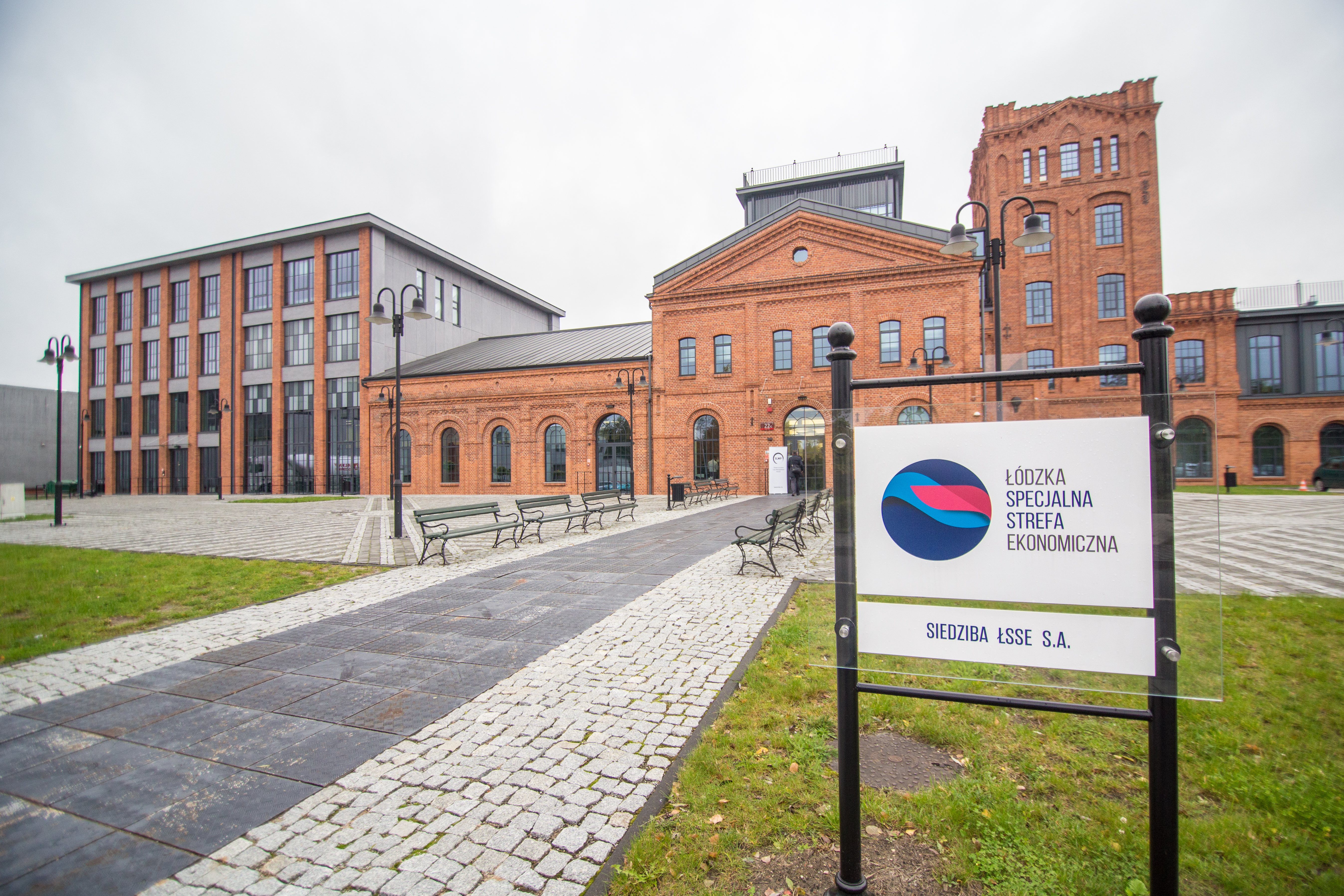
Sitz der Sonderwirtschaftszone Łódź